# Camelio Majareto
Camelio Majareto va ser una creació gràfica de Gustavo Martínez Gómez, més conegut pel seu pseudònim de Martz Schmidt qui, en aquest cas, va treballar gairebé sempre amb alguns dels guionistes habituals de l'Editorial Bruguera de l'època com Jaume Ribera, González Cremona o Montse Vives.
El protagonista d'aquesta sèrie és un psiquiatra desequilibrat, com el seu enginyós cognom indica. Per la seva consulta hi passen casos esbojarrats als quals aplica uns mètodes de curació poc ortodoxos i bastant excèntrics que gairebé mai funcionen. Per una altra banda, com a personatge delirant en el seu poc creïble paper de psiquiatra homologat, mai aconsegueix cobrar als pacients pels seus serveis. La sèrie va gaudir de l'habitual dinamisme gràfic i narratiu que Martz Schimdt aplicava a les seves vinyetes.
La seva primera aparició va tenir lloc a Mortadelo Gigante nº13, publicat el 29 de novembre de 1976.

## Personatges
- Camelio Majareto: és un psiquiatra més desequilibrat que la seva clientela. Vestit sempre de negre, amb corbatí i ulleres, lluint un petit bigoti sota el nas. De fet, pel seu aspecte i la seva forma de caminar, s'assembla bastant a en Groucho Marx.[3]

- La secretària d'en Carmelio: és una noia jove, guapa i amb unes corbes espectaculars, però amb un paper més aviat col·lateral.[1]